# أحمد شاوش القبايلي

أحمد شاوش القبايلي هو باي قسنطينة وحاكم بايلك الشرق ضمن أيالة الجزائر في العهد العثماني. امتد حكمه شهراً خلال سنة 1808 ليخلفه فيما بعد أحمد طوبال باي.